# Primera División (Argentinien) 1939
Die Primera División 1939 war die 9. Spielzeit der argentinischen Fußball-Liga Primera División. Begonnen hatte die Saison am 19. März 1939. Der letzte Spieltag war der 2. Dezember 1939. CA Independiente beendete die Saison als Meister konnte damit seinen Vorjahrestriumph wiederholen.

## Abschlusstabelle
| Pl. | Verein                    | Sp. | S  | U | N  | Tore    | Diff. | Punkte |
| --- | ------------------------- | --- | -- | - | -- | ------- | ----- | ------ |
| 1.  | CA Independiente (M)      | 34  | 27 | 2 | 5  | 103:370 | +66   | 56     |
| 2.  | River Plate               | 34  | 23 | 4 | 7  | 100:430 | +57   | 50     |
| 3.  | CA Huracán                | 34  | 23 | 4 | 7  | 097:560 | +41   | 50     |
| 4.  | CA Newell’s Old Boys (N)  | 34  | 17 | 9 | 8  | 077:440 | +33   | 43     |
| 5.  | CA San Lorenzo de Almagro | 34  | 19 | 4 | 11 | 085:550 | +30   | 42     |
| 6.  | Boca Juniors              | 34  | 17 | 6 | 11 | 064:400 | +24   | 40     |
| 7.  | Racing Club               | 34  | 16 | 6 | 12 | 075:540 | +21   | 38     |
| 8.  | Chacarita Juniors         | 34  | 14 | 6 | 14 | 061:540 | +7    | 34     |
| 9.  | Estudiantes de La Plata   | 34  | 14 | 6 | 14 | 071:650 | +6    | 34     |
| 10. | CA Vélez Sarsfield        | 34  | 14 | 6 | 14 | 056:660 | −10   | 34     |
| 11. | CA Rosario Central (N)    | 34  | 14 | 5 | 15 | 059:680 | −9    | 33     |
| 12. | CA Lanús                  | 34  | 14 | 2 | 18 | 091:850 | +6    | 30     |
| 13. | CA Tigre                  | 34  | 13 | 4 | 17 | 056:790 | −23   | 30     |
| 14. | CA Platense               | 34  | 11 | 7 | 16 | 065:720 | −7    | 29     |
| 15. | Gimnasia y Esgrima LP     | 34  | 10 | 8 | 16 | 050:820 | −32   | 28     |
| 16. | Club Atlético Atlanta     | 34  | 8  | 6 | 20 | 056:930 | −37   | 22     |
| 17. | Ferro Carril Oeste        | 34  | 4  | 7 | 23 | 052:112 | −60   | 15     |
| 18. | Argentino de Quilmes (N)  | 34  | 0  | 4 | 30 | 035:148 | −113  | 04     |

| (M) | Vorjahres-Meister                                    |
| (N) | Vorjahres-Aufsteiger aus der Primera B Nacional 1938 |

## Meistermannschaft
| CA Independiente | |
|                  | Fernando Bello, Jacopo Coletta, Sabino Colette, Arsenio Erico, Hernán Franzolini, Fermín Lecea, Raúl Leguizamón, Celestino Martínez, Vicente de la Mata, Silvestro Pisa, Antonio Sastre, Manuel Villarino, José Zorilla Trainer: Guillermo Ronzoni |

## Torschützenliste
| Pl. | Nat.          | Spieler             | Verein                    | Tore |
| --- | ------------- | ------------------- | ------------------------- | ---- |
| 1   | Paraguay 1842 | Arsenio Erico       | CA Independiente          | 40   |
| 2   | Spanien 1938  | Isidro Lángara      | CA San Lorenzo de Almagro | 34   |
| 3   | Argentinien   | Luis Arrieta        | CA Lanús                  | 31   |
| 4   | Argentinien   | Herminio Masantonio | CA Huracán                | 28   |
| 5   | Argentinien   | Emilio Baldonedo    | CA Huracán                | 26   |